# 난릉왕 (가가쿠)
란료오(蘭陵王)는 일본의 가가쿠(雅楽)의 곡목의 하나이다. 관현, 무악(舞楽) 모두 연주된다. 다른 이름은 난릉왕입진곡(蘭陵王入陣曲), 줄여서 능왕(陵王)이라고도 한다. 관현 연주 때는 란료오, 무악 연주 때는 료오로 표기된다.
좌방(左方)의 당악(唐楽)에 속해 있는 이치고쓰조(壱越調)의 1인무로, 화려한 장식이 달린 가면을 뜨고 추는 용맹하고 장중한 동작이 특징이다. 이에 대한 답무(答舞)는 우방(右方)의 고마가쿠(高麗樂)에 속한 나소리(納曽利)이다.
임읍(林邑)의 승려 불철(仏哲)이 일본에 와서 전했다고 하며, 원래는 사다조(沙陀調)에 맞춰 연주하던 것을 일본에서 이치고쓰조(壱越調)로 반주를 바꿔서 추게 되었다. 중국풍 느낌이 남아 있는 아름다운 곡이다.

## 유래
이 곡의 유래에 대한 전설은, 고대 중국 남북조 시대 말기 북제(北斉)의 난릉무왕(蘭陵武王) 고장공(高長恭)이 5백 기만 거느리고 적의 대군을 격파하고 낙양의 포위를 풀었다고 전하는 일화에서 비롯되며, 난릉왕 고장공은 용모가 아름다워 전선에서는 늘 괴이한 생김새의 가면을 쓰고 전투에 임해 승리를 거두었다고 한다. 때문에 병사들이 기뻐서 그의 용맹함을 노래로 지어 불렀고, 이것이 란료오의 유래가 되었다는 것이다.
무인(武人)다운 용맹하고 장중한 춤사위 속에 절세의 아름다움을 지녔다던 난릉왕을 연상케 하는 우아함을 갖추고 있다.
남자가 이 춤을 출 때는 전설대로 용의 얼굴을 본뜬 가면을 쓰지만, 여자나 어린아이가 춤을 출 때는 아름다운 용모를 지녔다는 고장공의 모습대로 화장한 얼굴만으로 가면도 쓰지 않고 춤을 춘다.
이러한 전설에 대응하는 사실로써 중국 북주(北周) 군사가 낙양을 포위했을 때 원병을 거느리고 성문 앞에 온 자들을 두고도 낙양 성안의 사람들이 적의 속임수일까 의심하면서 문을 선뜻 열지 못하고 있었는데, 고장공이 쓰고 있던 가면을 벗고 얼굴을 드러내자 그때서야 문을 지키던 병사가 문을 열었고 무사히 포위를 풀고 낙양을 구해내었다는 기록이 북제서(北齊書) 등의 사서에 실려 있다.

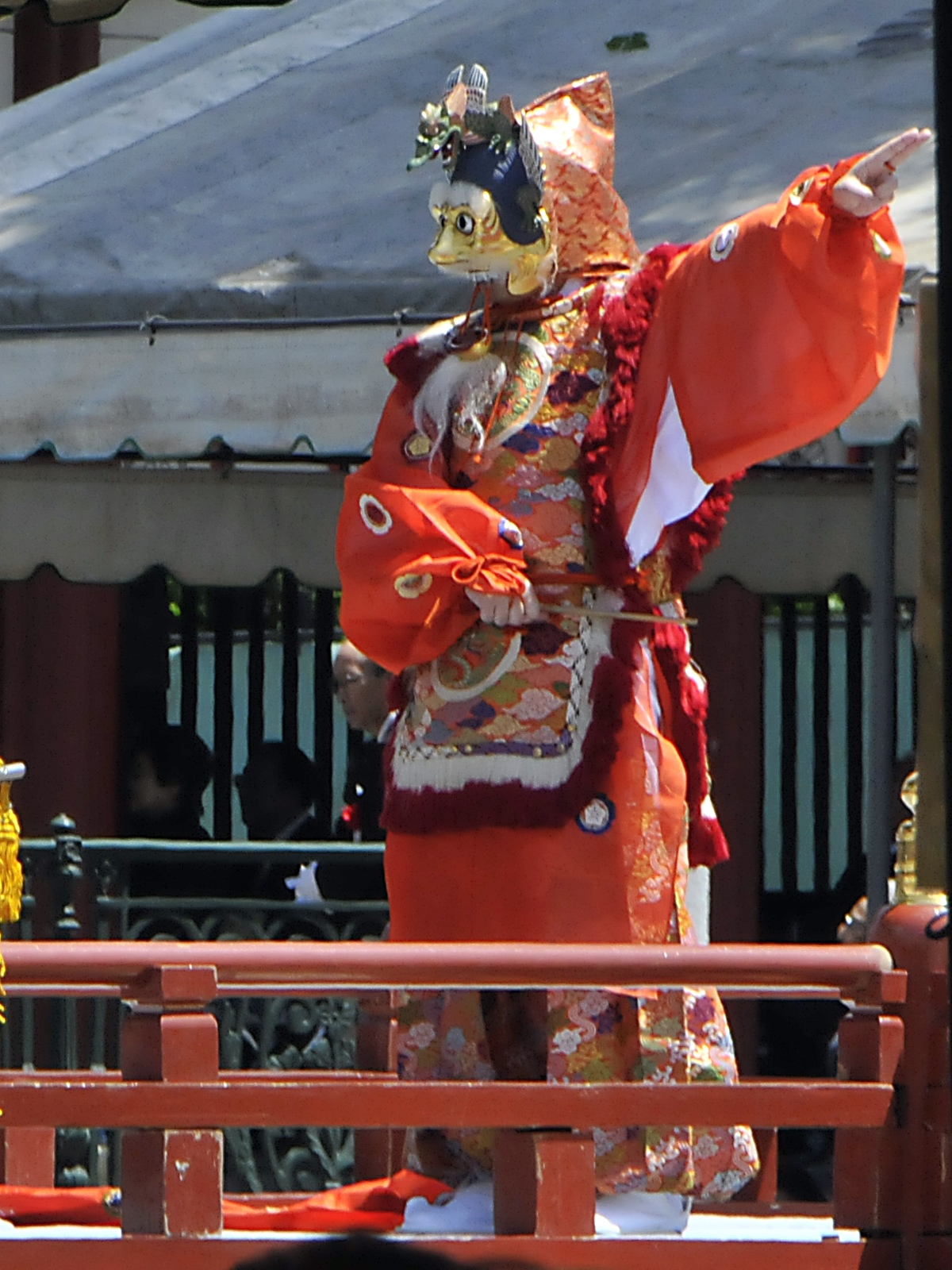
일본 홋카이도(北海道)의 호국신사(護国神社)에서 열린 마쓰리 당시 봉납된
「료오」(2010년 6월 5일 촬영)

## 복장
용의 머리를 본뜬 가면을 쓰고 금색의 바치(桴, 가느다란 막대기)를 손에 쥔다.
비색(緋色) 사지(紗地)에 자수로 과문(窠紋)을 놓은 포(袍)를 입고, 그 위에 털로 짠 료토(裲襠)라는 이름의 조끼 형태의 옷을 걸치고, 금대(金帯)를 두른다.
여자나 어린아이들이 춤을 추는 경우 가면을 쓰지 않고 머리에 벚꽃을 꽂은 전천관(前天冠)을 쓰고 가부키(歌舞伎) 같은 무대 화장을 한다.